# エデンの東

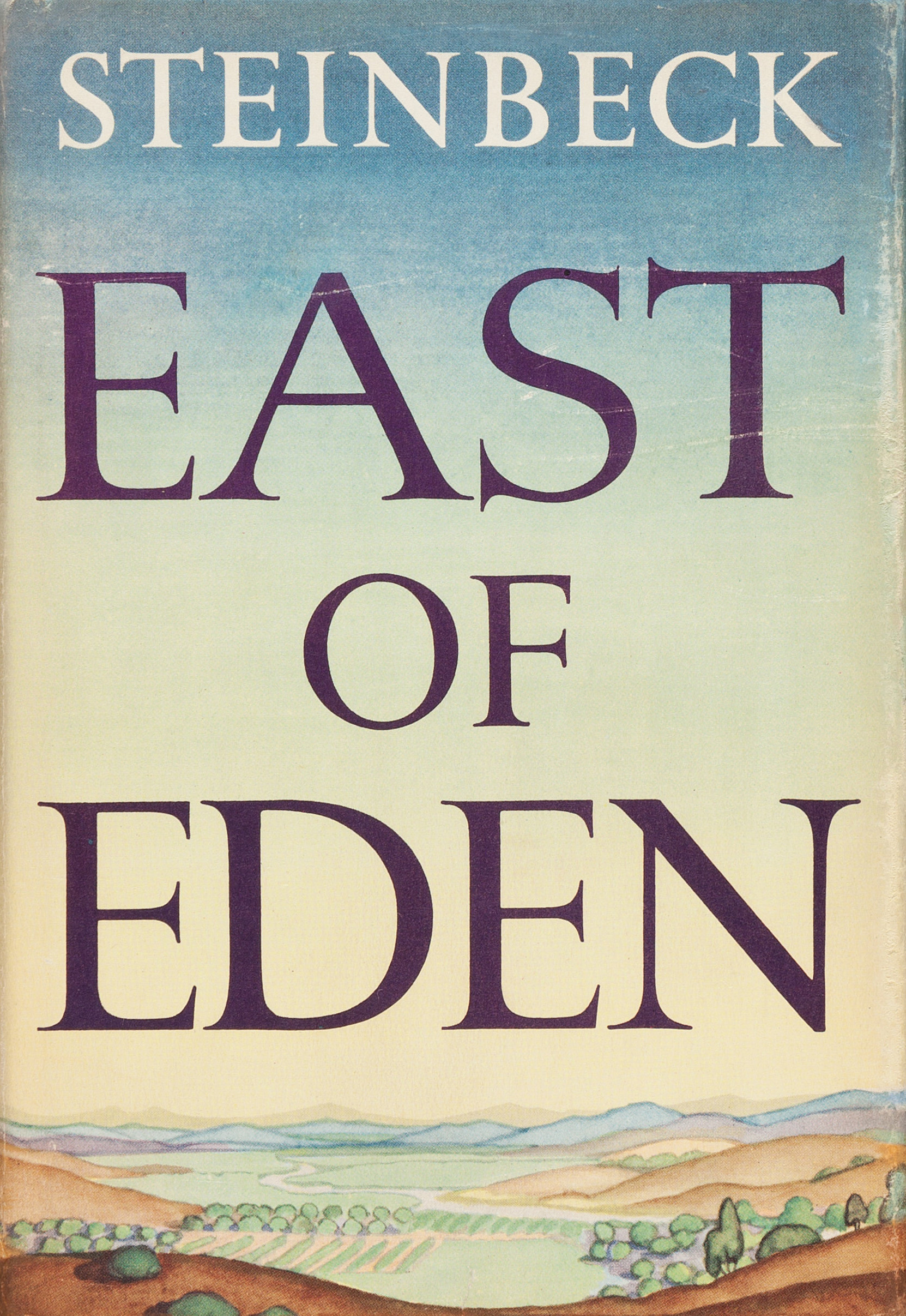

『エデンの東』（エデンのひがし、英: East of Eden）は、アメリカの作家ジョン・スタインベックが、1952年に発表した長編小説。

## あらすじ
旧約聖書の創世記におけるカインとアベルの確執、カインのエデンの東への逃亡の物語を題材に、父親からの愛を切望する息子の葛藤、反発、和解などを描いた長編作品である。
19世紀後半から第一次世界大戦に至る時期のアメリカ合衆国カリフォルニア州サリナスを舞台に、創世記のカインとアベルの物語をモチーフとして、アイルランド移民であるサミュエル・ハミルトン家と、東部から来たアダム・トラスク家の双方の家族の歴史を描く。

## 登場人物
サミュエル・ハミルトン
アイルランド系移民1世。農場経営の傍ら、野鍛冶も行っていた。アダムの友人。
サイラス・トラスク
アダム・トラスクの父。アダムの生まれる直前に軍隊に入ったが、入隊後すぐの戦いで片足を失い、義足の生活を余儀なくされる。除隊後、故郷のコネチカットの農場に戻り、軍事関係の研究に没頭、その学識を買われて連邦政府に迎えられる。死後、息子たちに多額の遺産を遺した。
アダム・トラスク
生まれてすぐに母と死別し、継母となったアリスに育てられる。温厚で善良な人物。長じて軍に入隊したが肌に合わず、放浪生活を送る。後にキャシーと結婚し、カレブとアロンという双子の息子を授かる。キャシー出奔後の一時期は無気力となっていたが、やがてカリフォルニアのレタスを冬場に東海岸へ出荷する事業（コールドチェーン事業）を発案する。しかし事業は失敗、町中の笑いものとなってしまう。モデルは日本からの移民・田島隆之（ユキコ・ルシール・デービスの父）との説がある（上坂冬子『三つの祖国 満州に嫁いだ日系アメリカ人』 中央公論社、1996年。ISBN 4120025292）。
チャールズ・トラスク
アダムの異母弟。頑健な肉体を持ち、父サイラスのお気に入りとなる。しかし後にふとしたことがきっかけでアダムと衝突することとなった。
キャシー
アダムの妻。小さいころから聡明であったが、他人を巧妙に欺くことがあった。生家は火事で焼失し、家族はキャシー以外全員が行方不明となった。この火事の後、キャシーは失踪し、売春宿に身を寄せるが、宿の主人に瀕死の重傷を負わされてしまう。この時、アダムに見初められて結婚することとなる。しかしカレブとアロンを生んで間もなく出奔してしまう。出奔した後は売春宿を乗っ取って経営者となるが、最後には自分の犯した罪の発覚を恐れるあまり自殺する。
リー
中国系移民の料理人。英語は片言しか話せなかったが（小説ではわざと話せないフリをしており、実際はかなりの語学に長けていた）、中国語で豊富な教養を身につけており、物語の中でも重要な役割を担う人物。中国系移民コミュニティの長老たちと長年にわたり聖書の文言を研究しており、特に創世記のカインとアベルの物語にある "timshel" という語については欽定訳聖書、アメリカ標準訳聖書、ヘブライ語聖書の比較検討から独自の解釈を見いだしていた。
カレブ
生後すぐに母親が出奔し、父親が育児放棄をしてしまったため、リーに養育される。名付け親はサミュエルで、出エジプト記に登場するカレブから名前が取られた。愛称キャル。どこか陰のある近寄りがたい雰囲気を漂わせる青年。アダムの事業の失敗を見て、損失を回復するために大豆先物取引に手を出し、大もうけするが、この事業をアダムに批判されたことで大きなショックを受ける。
アロン
カレブの双子の兄弟。預言者モーゼの兄弟アロンから名付けられた。金髪、端正な顔立ち、人当たりの良い性格で、周囲から好かれる青年となった。カレブの大豆先物取引の一件後、カレブによってキャシーに引き合わされ、衝撃のあまり軍に入隊して前線へと向かい、戦死する。

## timshel
本作は聖書創世記4章のカインとアベルの物語をモチーフとしているが、中でもプロット上、重要な役割を果たすのが英語訳聖書の翻訳間の異同である。本作は欽定訳聖書（King James Version / KJV bible）とアメリカ標準訳聖書（American Standard Version / ASV bible）が創世記4章7節の最後の部分で異なった訳であることを利用し、登場人物にこの部分についての新しい解釈を語らせ、大団円に向けた伏線としている。
欽定訳
If thou doest well, shalt thou not be accepted? and if thou doest not well, sin lieth at the door. And unto thee shall be his desire, and thou shalt rule over him.
アメリカ標準訳
If thou doest well, shall it not be lifted up? and if thou doest not well, sin coucheth at the door: and unto thee shall be its desire, but do thou rule over it
太字の部分がこれらの訳では明らかに異なった意味となっている（KJVでは「あなたは罪を治めるだろう」、ASVでは「あなたは罪を治めなければならない」）。リーはヘブライ語の聖書の文言を研究した結果、"thou shalt" や "do thou" と訳されている元のヘブライ語単語（読みをラテン文字に写すと "timshel"）の本来の意味は別にあると指摘した。

## 日本語訳
- 野崎孝、大橋健三郎訳、早川書房（上下）、1955、新版1971／ハヤカワ文庫（全4巻）、1972、のち新装版
- 鈴江璋子、掛川和嘉子、有木恭子訳『スタインベック全集 12・13』大阪教育図書、1999
- 土屋政雄訳、早川書房（上下）、2005、ハヤカワepi文庫（全4巻）、2008

## 映画・舞台・テレビドラマ等

### 映画
- 1955年、エリア・カザン監督、ジェームズ・ディーン主演で映画化された。

### 舞台
- 1995年には宝塚歌劇団花組が舞台化。
- 2005年に東京グローブ座にて舞台化。松本潤が主演した。

### テレビドラマ
- 1981年、米国でティモシー・ボトムズ主演のテレビドラマシリーズ（第一章、第二章、終章）が製作され、後に、淀川長治氏が解説を担当していた日曜洋画劇場（テレビ朝日）で日本語吹き替え版８時間ドラマとして、3週にわたり放送された。
- 1997年、TBSで2時間単発テレビドラマ化されている（主演：いしだ壱成）
- 2008年、韓国でソン・スンホン主演のテレビドラマが製作された。

### 関連作品
- CIPHER - 本作をモチーフにした漫画。